# 유럽 배구 연맹
유럽 배구 연맹(프랑스어: Confédération Européenne de Volleyball, 영어: European Volleyball Confederation, CEV)은 유럽의 배구 종목을 총괄하는 국제 스포츠 행정 기구이다. 이 단체는 유럽 배구 선수권 대회 등 유럽 지역의 국제 배구 대회를 운영하고 있다. 또한 국제 배구을 관장하는 6개 대륙 협회 중 하나로 56개 회원국이 가입되어 있다. 본부는 룩셈부르크 룩셈부르크시티에 있다.

## 같이 보기
- 국제 배구 연맹